# Mesocrangon munitella
Mesocrangon munitella is een garnalensoort uit de familie van de Crangonidae. De wetenschappelijke naam van de soort is voor het eerst geldig gepubliceerd in 1898 door Walker.